# Route 236 (Nouvelle-Écosse)
Pour les articles homonymes, voir Route 236.
La route 236 est une route secondaire de la Nouvelle-Écosse d'orientation ouest-est située dans le centre-ouest de la province, au sud-ouest de Truro. Elle est une route moyennement empruntée, reliant la ville aux municipalités du comté de Hants. De plus, elle traverse une région agricole, mesure 78 kilomètres, et est une route pavée sur toute sa longueur.

## Tracé
La 236 débute à Brooklyn, sur la route 215. Elle commence par suivre la rivière Kennetcook, traversant des petits villages sur la rivière, notamment Kennetcook. Elle rejoint ensuite South Maitland, où elle traverse la rivière Shubenacadie. Au moment où elle croise la route 289, elle bifurque vers le nord-est pour 20 kilomètres, pour ainsi rejoindre Truro, où elle se termine à la sortie 14 de la route 102.

## Intersections principales
| Route 236                   |                |    | |                                              |
| Comté                       | Location       | km | Intersection/Destinations                                                                                            | Notes                                        |
| Comté de Hants              | Brooklyn       | 0  | R-215, vers R-14, Noël, Windsor                                                                                      | extrémité ouest de la 236                    |
| Comté de Hants              | Kennetcook     | 31 | R-354, Noël, Gore, Milford                                                                                           |                                              |
| Comté de Hants              | South Maitland | 55 | R-215, Selma, Shubenacadie, Halifax                                                                                  |                                              |
| Comté de Colchester         | Green Oaks     | 59 | R-289 est, Brookfield, New Glasgow                                                                                   |                                              |
| Comté de Colchester         | Truro          | 78 | R-102, R-2, vers R-104, Truro centre-ville, Amherst, New Glasgow, Halifax, Antigonish, Port Hawkesbury, Moncton (NB) | extrémité est de la 236; sortie 14 de la 102 |
| Gras (colonne km):Échangeur |                |    | |                                              |

## Communautés traversées

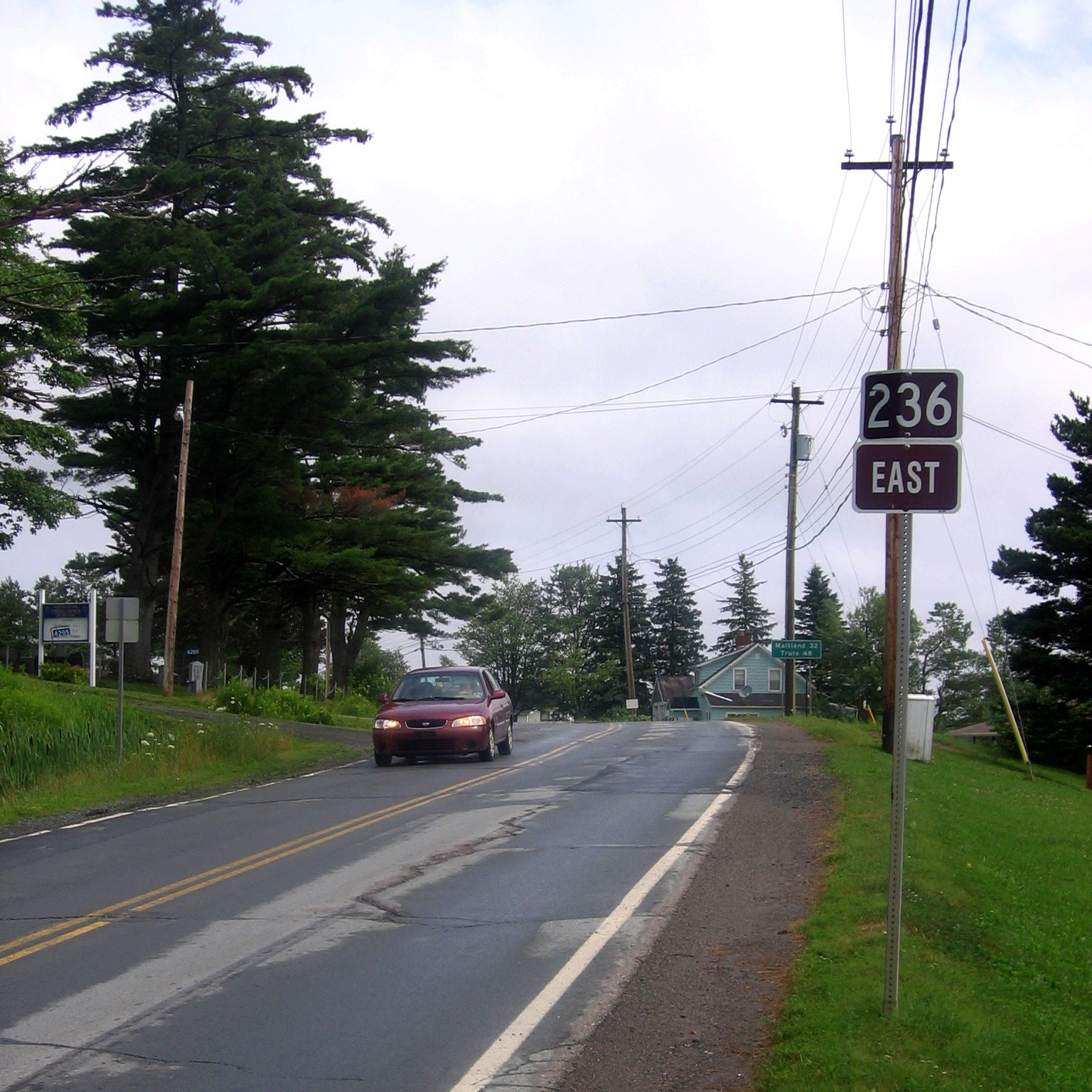
La route 236, à Kennetcook.

1. Brooklyn
2. Union Corner
3. Scotch Village
4. Mosherville
5. Stanley
6. Clarksville
7. Riverside Corner
8. Kennetcook
9. Millers Corner
10. Upper Kennetcook
11. Dunns Corner
12. Doddridge
13. Five Mile River
14. Latties Brook
15. South Maitland
16. Green Oaks
17. Beaver Brook
18. Old Barns
19. Lower Truro
20. Truro